# Thomas Eller (Marathonläufer)
Thomas Eller ist ein deutscher gehörloser Marathonläufer, Lehrer und Inklusionsaktivist. Er wurde 2023 beim Tokyo-Marathon der erste taub geborene Läufer, der die Six Star Medal für die Teilnahme an allen World Marathon Majors vollendete.

## Leben
Eller wurde in Essen gehörlos geboren. Während seines Lehramtsstudiums in Köln begann er zu laufen, um mit der Belastung durch das Lippenlesen umzugehen. 2018 absolvierte er seinen ersten Marathon in Petra (Jordanien) und belegte den vierten Platz.

## Laufkarriere
2019 stellte er beim Berlin-Marathon mit 2:47:11 Stunden seine persönliche Bestzeit auf. Dies führte zu seiner Teilnahme an den Deaflympics 2022. 2023 lief er in Tokio als erster taub geborener Athlet die Six Star Medal und schloss im selben Jahr alle sechs World Marathon Majors in einem Kalenderjahr ab. 2024 trat er beim Sydney-Marathon an und startete dort auch bei den Age Group Championships. Seine tauben Schüler begleiteten ihn 2024 nach Berlin, wo sie ihn beim Mini-Marathon anfeuerten. 2025 wurde er als Fackelläufer bei den Rhine-Ruhr 2025 FISU World University Games ausgewählt.
Die WAZ titelte: „Thomas, 44, wurde taub geboren – nun verändert er die größten Marathons der Welt“.

## Engagement
Eller setzt sich für Inklusion im Laufsport ein. Auf seine Initiative hin wurden bei großen Marathons offizielle Rückennummern mit der Aufschrift „Deaf Runner“ eingeführt. Außerdem arbeitet er mit Veranstaltern an Gebärdensprachdolmetschung und barrierefreier Kommunikation. Er sprach unter anderem auf Podien beim Chicago-Marathon 2023, beim Berlin-Marathon 2024 („Breaking Boundaries“) und bei der Boston-Marathon Expo 2025.

## Rezeption
Über Eller berichteten internationale Medien wie die New York Times, NBC, die Chicago Tribune, die ARD Mediathek und die World Marathon Majors.

## Privates
Eller arbeitet als Lehrer an der LVR-David-Ludwig-Bloch-Schule in Essen. 2024 begleiteten ihn 17 gehörlose Schüler zum Berlin-Marathon, wo sie selbst erfolgreich den Mini-Marathon liefen.